# Châtillon-sur-Indre
Châtillon-sur-Indre és un municipi francès, situat al departament de l'Indre i a la regió de Centre – Vall del Loira. L'any 2007 tenia 2.885 habitants.

## Demografia

### Població
El 2007 la població de fet de Châtillon-sur-Indre era de 2.885 persones. Hi havia 1.329 famílies, de les quals 537 eren unipersonals (179 homes vivint sols i 358 dones vivint soles), 451 parelles sense fills, 219 parelles amb fills i 122 famílies monoparentals amb fills.
La població ha evolucionat segons el següent gràfic:
Habitants censats

### Habitatges
El 2007 hi havia 1.683 habitatges, 1.354 eren l'habitatge principal de la família, 115 eren segones residències i 213 estaven desocupats. 1.453 eren cases i 211 eren apartaments. Dels 1.354 habitatges principals, 940 estaven ocupats pels seus propietaris, 389 estaven llogats i ocupats pels llogaters i 25 estaven cedits a títol gratuït; 23 tenien una cambra, 118 en tenien dues, 313 en tenien tres, 423 en tenien quatre i 477 en tenien cinc o més. 883 habitatges disposaven pel capbaix d'una plaça de pàrquing. A 650 habitatges hi havia un automòbil i a 408 n'hi havia dos o més.

### Piràmide de població
La piràmide de població per edats i sexe el 2009 era:
| Homes | Edats   | Dones |
| ----- | ------- | ----- |
| 4     | 95 o +  | 20    |
| 4     | 90 a 94 | 64    |
| 40    | 85 a 89 | 100   |
| 24    | 80 a 84 | 48    |
| 68    | 75 a 79 | 128   |
| 144   | 70 a 74 | 120   |
| 116   | 65 a 69 | 112   |
| 96    | 60 a 64 | 132   |
| 76    | 55 a 59 | 68    |
| 84    | 50 a 54 | 80    |
| 108   | 45 a 49 | 116   |
| 92    | 40 a 44 | 84    |
| 108   | 35 a 39 | 104   |
| 72    | 30 a 34 | 108   |
| 68    | 25 a 29 | 48    |
| 80    | 20 a 24 | 52    |
| 60    | 15 a 19 | 52    |
| 64    | 10 a 14 | 76    |
| 96    | 5 a 9   | 76    |
| 44    | 0 a 4   | 88    |

## Economia
El 2007 la població en edat de treballar era de 1.561 persones, 999 eren actives i 562 eren inactives. De les 999 persones actives 881 estaven ocupades (460 homes i 421 dones) i 118 estaven aturades (60 homes i 58 dones). De les 562 persones inactives 290 estaven jubilades, 110 estaven estudiant i 162 estaven classificades com a «altres inactius».

### Ingressos
El 2009 a Châtillon-sur-Indre hi havia 1.312 unitats fiscals que integraven 2.648 persones, la mediana anual d'ingressos fiscals per persona era de 15.032 €.

### Activitats econòmiques
Dels 152 establiments que hi havia el 2007, 2 eren d'empreses extractives, 6 d'empreses alimentàries, 12 d'empreses de fabricació d'altres productes industrials, 19 d'empreses de construcció, 43 d'empreses de comerç i reparació d'automòbils, 4 d'empreses de transport, 8 d'empreses d'hostatgeria i restauració, 3 d'empreses d'informació i comunicació, 9 d'empreses financeres, 5 d'empreses immobiliàries, 12 d'empreses de serveis, 17 d'entitats de l'administració pública i 12 d'empreses classificades com a «altres activitats de serveis».
Dels 49 establiments de servei als particulars que hi havia el 2009, 1 era una oficina d'administració d'Hisenda pública, 1 gendarmeria, 1 oficina de correu, 4 oficines bancàries, 2 funeràries, 4 tallers de reparació d'automòbils i de material agrícola, 1 taller d'inspecció tècnica de vehicles, 1 autoescola, 4 paletes, 3 guixaires pintors, 2 fusteries, 7 lampisteries, 1 electricista, 5 perruqueries, 2 veterinaris, 4 restaurants, 2 agències immobiliàries, 1 tintoreria i 3 salons de bellesa.
Dels 21 establiments comercials que hi havia el 2009, 1 era un hipermercat, 1 un supermercat, 2 botigues de més de 120 m², 2 botiges de menys de 120 m², 2 fleques, 3 carnisseries, 1 una peixateria, 2 botigues de roba, 1 una botiga de roba, 1 una botiga d'equipament de la llar, 1 una sabateria, 1 una botiga de mobles i 3 floristeries.
L'any 2000 a Châtillon-sur-Indre hi havia 56 explotacions agrícoles que ocupaven un total de 3.542 hectàrees.

## Equipaments sanitaris i escolars
El 2009 hi havia 1 hospital de tractaments de curta durada, 1 hospital de tractaments de mitja durada (seguiment i rehabilitació, 1 un hospital de tractaments de llarga durada, 2 farmàcies i 1 ambulància.
El 2009 hi havia 1 escola maternal i 3 escoles elementals. Châtillon-sur-Indre disposava de 2 col·legis d'educació secundària amb 293 alumnes.
Châtillon-sur-Indre disposava d'un centre de formació no universitària superior de formació sanitària.

## Poblacions més properes
El següent diagrama mostra les poblacions més properes.